# Abgusssammlung

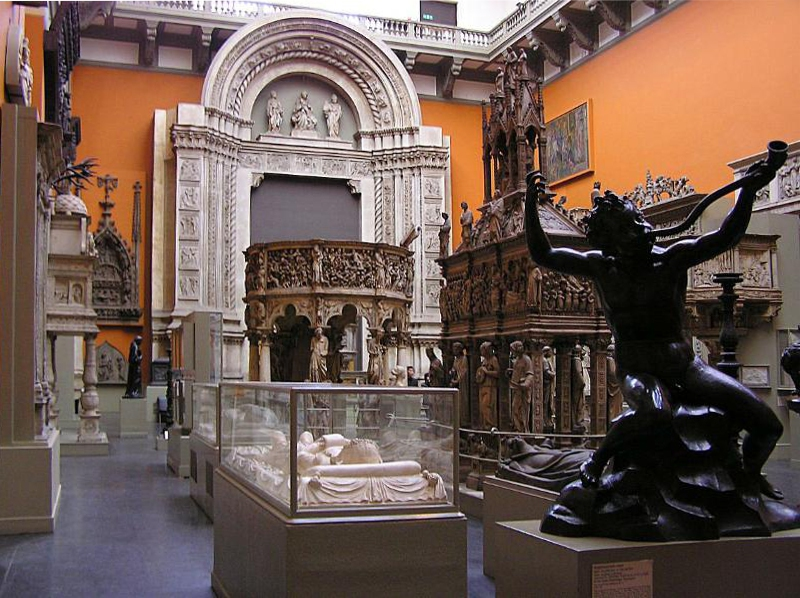
Saal mit Abgüssen mittelalterlicher Kunstwerke im Victoria & Albert Museum

Eine Abgusssammlung bewahrt Kopien kunsthistorisch bedeutender Skulpturen und stellt sie einer interessierten Öffentlichkeit zu Studienzwecken zur Verfügung. Der Ursprung dieser Präsentation von Kunst in Form von Nachbildungen reicht bis ins späte 18. Jahrhundert zurück und beruhte auf dem Wunsch, insbesondere antike Skulpturen auch nördlich der Alpen und im direkten Vergleich zeigen zu können. Die Kopien waren zumeist aus Gips und im Maßstab 1:1 angefertigt. Eine exakte Nachbildung war aber nicht unbedingt das Ziel. Manchmal wurden die Größe oder sogar Details der Ausarbeitung den Erfordernissen der jeweiligen Präsentation angepasst. Abgusssammlungen wurden in eigenen Museen gezeigt, aber auch zu Lehrzwecken an Kunstakademien, archäologischen und kunsthistorischen Instituten angelegt. Viele Sammlungen, die heute eigenständig sind, waren ursprünglich an Universitäten oder Akademien gegründet worden. Die nach eigenem Bekunden älteste und größte Abgusssammlung in Deutschland gehört der Universität Bonn. Für die Archäologie liegt der Vorteil in der Möglichkeit einer dreidimensionalen Betrachtung, welche sonstige Bildmedien nicht zu bieten vermögen.
Im 19. Jahrhundert wurden in den Hauptstädten einiger europäischer Nationalstaaten Abgusssammlungen der bedeutendsten Kunstdenkmäler des Landes angelegt, so beispielsweise in Paris das Musée des Monuments français und in London beim Victoria and Albert Museum.
Durch den Wandel der Ästhetik im 20. Jahrhundert wurden Abgusssammlungen vernachlässigt. Sie galten als Relikte eines verstaubten Bildungsideals und leblosen Akademismus. Einige große Sammlungen, wie die des Brooklyn Museum of Art, wurden ganz aufgegeben, andere, wie die Sammlung in Leipzig, hatten unter Kriegsfolgen, mangelhafter Unterbringung und wenig Interesse ihrer Trägerinstitutionen ebenso wie der Öffentlichkeit zu leiden. Diese Situation änderte sich grundlegend erst im letzten Jahrzehnt des 20. Jahrhunderts.
Heute ist der Abguss als Instrument des Merchandising von den großen Museen erkannt worden. In Museumsshops werden nicht nur fertige Abgüsse zentraler Werke der Sammlung in Gips oder Kunstharz verkauft. Spezielle Abgusswerkstätten fertigen Kopien auch nach Wunsch.

## Bedeutende Abgusssammlungen

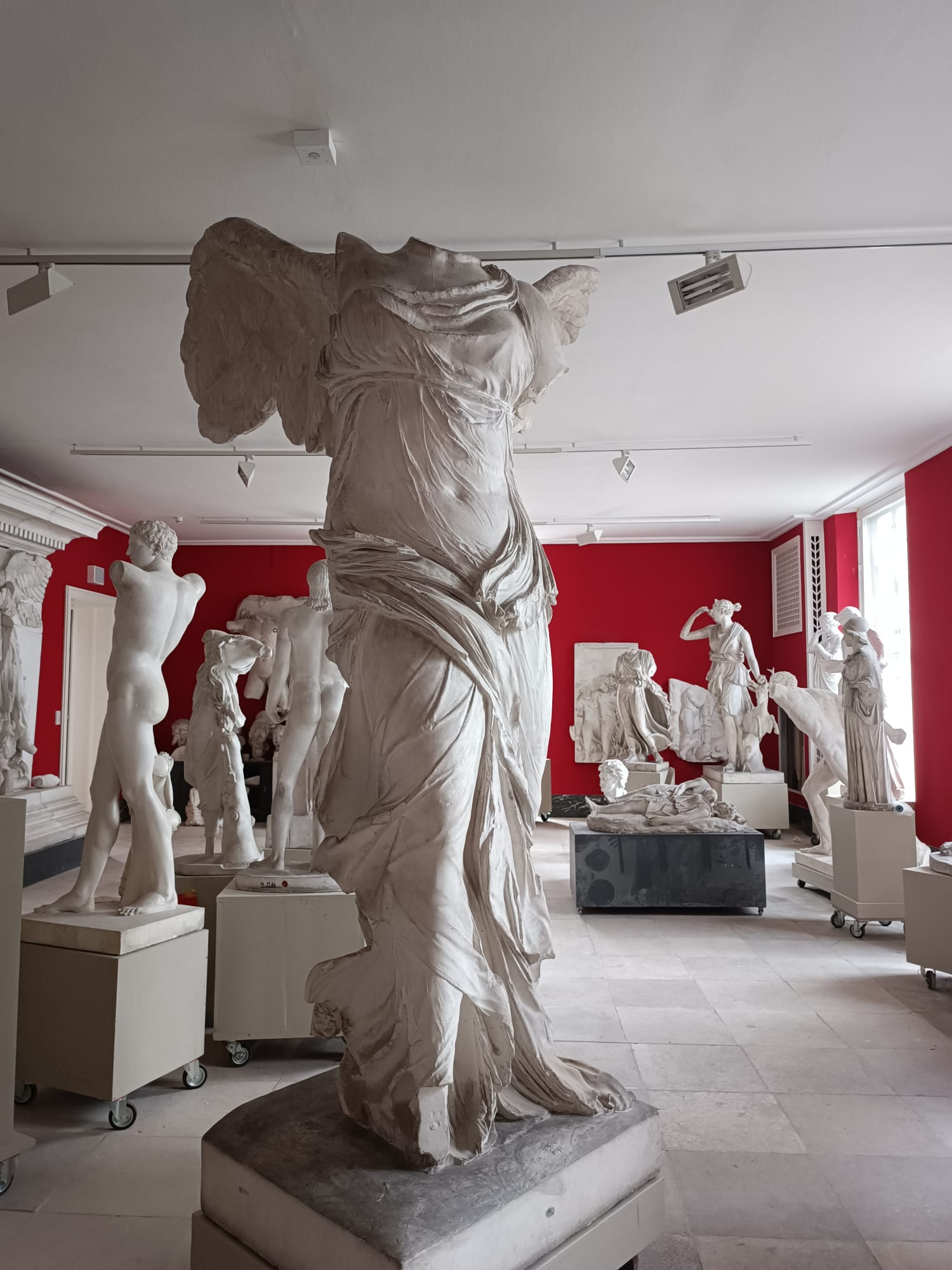
Blick in die Abgusssammlung der Universität Marburg

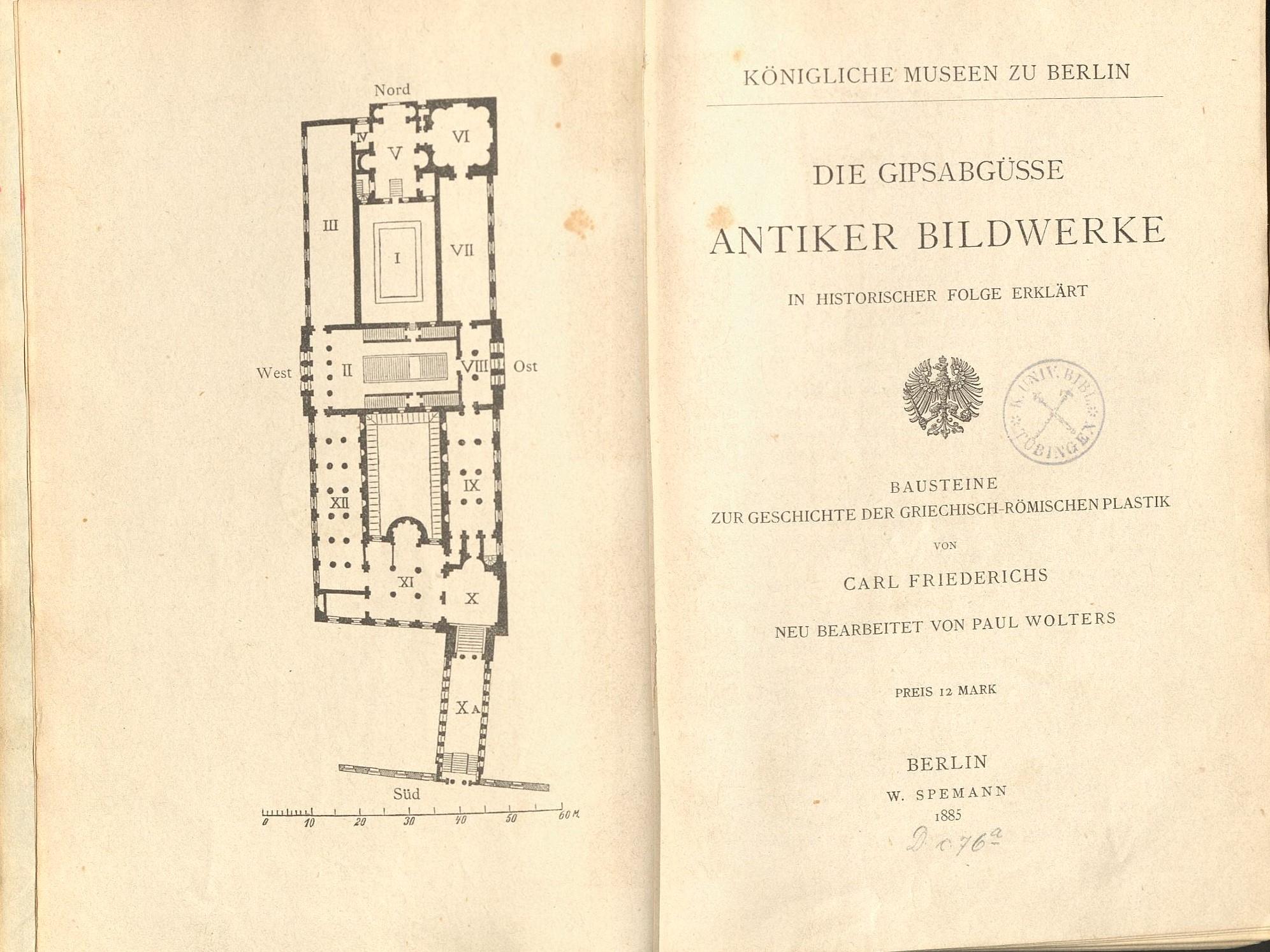
Berlin (1885)

### Eigenständige Sammlungen
- Skulpturhalle Basel
- Gipsformerei der Staatliche Museen zu Berlin, Stiftung Preußischer Kulturbesitz
- Mengssche Abgusssammlung, Skulpturensammlung der Staatlichen Kunstsammlungen Dresden
- Victoria and Albert Museum, London[3]
- Museum für Abgüsse Klassischer Bildwerke, München
- Mittelalterliche Bildwerke aus Altbayern. Abgusssammlung im Kloster Asbach, Zweigmuseum des Bayerischen Nationalmuseums, München
- Musée des Monuments français, Paris
- Afgietselwerkplaats (Gipsformerei) des Museums Kunst & Geschiedenis mit aktiver Manufaktur seit dem 19. Jahrhundert, Brussel.[4]

### Abgusssammlungen an Universitäten

#### Deutschland
- Abguss-Sammlung Antiker Plastik der Freien Universität Berlin[5]
- Akademisches Kunstmuseum, Bonn
- Gipsabgusssammlung der Universität Erlangen[6]
- Abgusssammlung des Archäologischen Instituts der Universität Frankfurt am Main[7]
- Archäologische Sammlung der Albert-Ludwigs-Universität Freiburg[8]
- Abguss-Sammlung der Universität Göttingen
- Sammlung der Gipsabgüsse und Nachbildungen des Archäologischen Museums der Martin-Luther-Universität Halle-Wittenberg
- Antikenmuseum und Abguss-Sammlung der Universität Heidelberg
- Antikensammlung Kiel der Universität Kiel
- Abguss-Sammlung der Universität Leipzig[9]
- Abguss-Sammlung der Philipps-Universität Marburg[10]
- Abguss-Sammlung des Archäologischen Museums der Universität Münster[11]
- Abguss-Sammlung der Universität Tübingen[12]

#### Schweiz
- Antikensammlung Bern der Universität Bern
- Collection des moulages de l’Université de Genève[13]
- Archäologische Sammlung der Universität Zürich[14]

#### Österreich
- Archäologische Sammlung, Institut für Klassische Archäologie, Universität Wien

#### Großbritannien
- Museum of Classical Archaeology, Cast Collection, University of Cambridge
- Ashmolean Museum, Cast Collection, Oxford